# Тромбас
Тромбас (порт. Trombas) — муниципалитет в Бразилии, входит в штат Гояс. Составная часть мезорегиона Север штата Гойяс. Входит в экономико-статистический микрорегион Порангату. Население составляет 5255 человек на 2007 год. Занимает площадь 799,123 км². Плотность населения — 3,7 чел./км².

## Статистика
- Валовой внутренний продукт на 2003 год составляет 16 601 078,00 реалов (данные: Бразильский институт географии и статистики).
- Валовой внутренний продукт на душу населения на 2003 год составляет 5194,33 реала (данные: Бразильский институт географии и статистики).
- Индекс развития человеческого потенциала на 2000 год составляет 0,743 (данные: Программа развития ООН).